# Józef Wesołowski
Józef Wesołowski (15. července 1948, Nowy Targ, Polsko – 27. srpna 2015, Vatikán) byl polský římskokatolický arcibiskup, který zastával funkci apoštolského nuncia v řadě zemí světa, naposledy v Dominikánské republice. Na kněze byl v roce 1972 vysvěcen kardinálem Karolem Wojtyłou, pozdějším papežem Janem Pavlem II. Roku 1999 se stal nunciem v Bolívii, během roku 2002 pak v Kazachstánu, Tádžikistánu, Kyrgyzstánu a Uzbekistánu. Působil také na ambasádách v Africe, Kostarice, Japonsku, Švýcarsku, Indii a Dánsku.

## Odvolání z úřadu, laicizace
Od ledna 2008 do srpna 2013 byl nunciem v Dominikánské republice. V srpnu 2013 byl však ze svého úřadu odvolán v souvislosti s podezřením z obtěžování a pohlavního zneužívání chlapců. Po nějakou dobu se skrýval, poté žil ve Vatikánu, kde byl také vyšetřován. Dominikánská republika požadovala jeho vydání, což ale Vatikán odmítal.
V červnu 2014 byl Kongregací pro nauku víry uznán vinným z obtěžování ministrantů a odsouzen k laicizaci. Dne 24. září 2014 byl vatikánskými úřady zatčen. Do zahájení soudního procesu zůstával v domácím vězení.
Soud sice formálně začal 11. července, ale vzhledem k nepřítomnosti Wesołowského ze zdravotních důvodů bylo jednání odročeno. Za pohlavní zneužívání dětí a držení rozsáhlé sbírky dětské pornografie mu hrozilo devět let vězení. Dne 27. srpna 2015 byl nalezen mrtvý ve svém bytě.